# Lực lượng Vũ trang Nhân dân Lào
Quân đội Nhân dân Lào (tiếng Lào: ກອງທັບປະຊາຊົນລາວ, Kongthap Pasaxon Lao) là lực lượng vũ trang chính quy của Lào, giữ trọng trách bảo vệ đất nước. Về danh nghĩa, Quân đội Nhân dân Lào đặt dưới quyền tổng thống lĩnh của Chủ tịch nước Cộng hòa Dân chủ Nhân dân Lào và chịu sự quản lý về mặt hành chính của Bộ Quốc phòng Lào. Về chính trị, Quân đội Nhân dân Lào chịu sự lãnh đạo của Bộ Chính trị Đảng Nhân dân Cách mạng Lào.
Có quy mô khá nhỏ, nên trên thực tế Quân đội Nhân dân Lào không phân chia thành các nhánh quân chủng như hầu hết các quân đội quốc gia khác trên thế giới. Là một quốc gia nội lục, Quân đội Nhân dân Lào duy trì nhánh binh chủng Thủy quân Nhân dân Lào để đảm trách nhiệm vụ tuần tra trên sông, chủ yếu ở các khu vực biên giới. Binh chủng Không quân Quân Giải phóng Nhân dân Lào có quy mô khá nhỏ, trang bị nghèo nàn so với các quốc gia láng giềng, dù có những nỗ lực mua sắm hiện đại hóa trong những năm gần đây. Một nhánh vũ trang khác là lực lượng An ninh Nhân dân Lào, dưới quyền quản lý hành chính của Bội Nội vụ Lào; có thể được điều động đặt dưới quyền chỉ huy của Quân đội Nhân dân Lào trong trường hợp xảy ra chiến tranh.
Do đặc điểm lịch sử và địa lý, Quân đội Nhân dân Lào chịu ảnh hưởng khá nhiều từ Quân đội Nhân dân Việt Nam, đặc biệt là công tác huấn luyện và trang bị. Trong những năm gần đây, nhằm tăng cường ảnh hưởng, Trung Quốc bắt đầu thực hiện nhiều khoản viện trợ quân sự cho Lào, giúp Quân đội Nhân dân Lào có thêm điều kiện đổi mới các trang thiết bị hiện đại hơn.

## Lịch sử

### Những năm đầu
Sau Thế chiến thứ hai, chính quốc Pháp hầu như kiệt quệ, trông mong vào việc khai thác tài nguyên từ các thuộc địa cũ để phục hồi. Tuy nhiên, ở thuộc địa cũ tại Đông Dương, vùng tài nguyên trù phú nhất của thực dân Pháp, lại trỗi lên phong trào độc lập do Việt Minh lãnh đạo, với nòng cốt là những người Cộng sản Việt, Lào và Campuchia, tập hợp trong tổ chức chính đảng Đảng Cộng sản Đông Dương, chống lại bất kỳ ý đồ nào của người Pháp hòng đưa Đông Dương trở lại vị thế thuộc địa.
Ban đầu, cuộc chiến tranh giữa thực dân Pháp và phong trào độc lập Đông Dương chủ yếu chỉ bùng mạnh mẽ ở trên lãnh thổ nước Đại Nam xưa. Nhằm mở rộng chiến trường và làm phân tán nguồn lực của người Pháp, các nhà lãnh đạo Cộng sản Đông Dương đã quyết định mở rộng quyền lãnh đạo và tự chủ kháng chiến cho mỗi nước, hình thành các đảng cộng sản và thành lập các đội quân vũ trang đặt dưới sự lãnh đạo của đảng đó để chuẩn bị cho kháng chiến lâu dài.
Tại Lào, vào ngày 20 tháng 1 năm 1949, tại một căn cứ ở Sầm Nưa, tỉnh Hủa Phăn, theo quyết định của Đảng Cộng sản Đông Dương, một cuộc họp được tổ chức nhằm thống nhất các toán vũ trang cộng sản Lào, thành một tổ chức quân sự chung, lấy tên gọi Bộ đội Latsavong (ລາດຊະວົງ), do Kaysone Phomvihane làm chỉ huy trưởng. Đây được xem là khởi thủy của Quân đội Nhân dân Lào và ngày 20 tháng 1 năm 1949 được chọn là ngày thành lập Quân đội Nhân dân Lào.
Với sự hỗ trợ của Việt Minh, lực lượng Latsavong nhanh chóng mở rộng quy mô, thành lập các chiến khu ở Thượng Lào, Đông Bắc Lào và Tây Lào. Tháng 8 năm 1950, tổ chức Neo Lào Issara được thành lập theo mô hình Mặt trận Liên Việt ở Việt Nam, lãnh đạo cuộc kháng chiến chống Pháp ở Lào. Bộ đội Latsavong cũng được đổi tên thành Bộ đội Lào Issara (ລາວອິດສະລະ). Mặc dù vậy, vai trò của bộ đội Lào Issara khá khiêm tốn, giới hạn quy mô tác chiến du kích trong các hoạt động chống lại quân Pháp và lực lượng phụ trợ Quân đội Hoàng gia tại Lào.
Tuy nhiên, tình hình thay đổi kể từ sau khi phía Quân đội Nhân dân Việt Nam thực hiện thành công Chiến dịch Tây Bắc năm 1952, liên thông với các căn cứ của Neo Lào Issara ở Thượng Lào và Đông Bắc Lào. Lực lượng bộ đội Lào Issara cũng được mở rộng và phát triển quy mô tác chiến. Đầu năm 1953, liên quân Quân đội Nhân dân Việt Nam và bộ đội Lào Issara thực hiện Chiến dịch Thượng Lào, với vai trò chính do Quân đội Nhân dân Việt Nam đảm trách, đã mở rộng được khu vực kiểm soát của chính phủ kháng chiến Lào ra hai tỉnh Sầm Nưa và Xiêng Khoảng, tạo bước ngoặt quan trọng cho phong trào độc lập dưới sự lãnh đạo của những người Cộng sản Lào.
Thắng lợi của liên quân Việt - Lào trong chiến dịch Thượng Lào đã tác động rất lớn trong biến chuyển chiến lược của Pháp và Việt Nam Dân chủ Cộng hòa trong Chiến cục Đông Xuân 1953–1954. Trong chiến cục Đông Xuân 1953–1954, bộ đội Lào Issara giữ vai trò hỗ trợ tích cực cho Quân đội Nhân dân Việt Nam trong các hoạt động phá vỡ Kế hoạch Navarre, tạo tiền đề dẫn đến trận quyết chiến trận Điện Biên Phủ một năm sau đó với thắng lợi hoàn toàn của Quân đội Nhân dân Việt Nam, buộc người Pháp phải ký Hiệp định Genève, 1954 và rút quân khỏi Đông Dương.
Căn cứ Hiệp định Genève, Các lực lượng của Pathet Lào (bao gồm cả bộ đội Lào Issara) được tập kết về hai tỉnh Hủa Phăn và Phong Xa Lỳ. Chính phủ kháng chiến Lào được giải thể để chuẩn bị cho bầu cử tự do thống nhất. Tuy nhiên, bất chấp các kết quả thương lượng giữa Pathet Lào và chính phủ Hoàng gia Lào, từ tháng 10 năm 1954 đến cuối tháng 8 năm 1956, lực lượng quân đội Hoàng gia Lào đã tiến công 685 trận lớn nhỏ vào căn cứ của Pathet Lào. Những người Cộng sản Lào phản ứng, tuyên bố tẩy chay bầu cử ở hai tỉnh Sầm Nưa và Xiêng Khoảng. Họ thành lập Đảng Nhân dân Lào (1955) và Neo Lào Hak Xat (Mặt trận Lào yêu nước, 1956), nhằm mục đích ban đầu tham gia tranh cử. Bên cạnh đó, một đội quân vũ trang trên cơ sở bộ đội Lào Issara (đã giải thể về danh nghĩa), lấy tên gọi là Bộ đội chiến đấu Lào, cũng được tổ chức lại năm 1956, nhằm phản công các cuộc tấn công của quân đội Hoàng gia Lào, bảo vệ các vùng kiểm soát của Pathet Lào.
Ngày 21 tháng 3 năm 1956, sau khi tái nhiệm Thủ tướng, Hoàng thân Souvanna Phouma đã mở một cuộc đối thoại với người anh em của mình, Hoàng thân Souphanouvong để thống nhất lãnh thổ Lào. Chính phủ Hoàng gia Lào (cánh hữu), phái trung lập và Neo Lào Hak Xat (cánh tả) sau các cuộc đụng độ đã miễn cưỡng ký kết Hiệp định Viêng Chăn, đi đến thành lập chính phủ liên hiệp Lào một năm sau đó. Một số đơn vị của Bộ đội chiến đấu Lào cũng được sát nhập vào quân đội Hoàng gia Lào, cũng như một bộ phận lực lượng Pa thét Lào đã ra công khai hoạt động hợp pháp, tuyên truyền mở rộng uy tín của Neo Lào Hắc Xạt.

### Sau năm 1975
Cho đến năm 1975, Lực lượng Vũ trang Hoàng gia Lào là lực lượng vũ trang của Vương quốc Lào.
Phục vụ một trong những quốc gia kém phát triển nhất thế giới, Lực lượng Vũ trang Nhân dân Lào (LPAF) có quy mô nhỏ, được tài trợ kém và nguồn lực không hiệu quả. Trọng tâm nhiệm vụ của nó là an ninh biên giới và nội bộ, chủ yếu là đàn áp nội bộ các nhóm đối lập và bất đồng chính kiến người Lào.
Điều này bao gồm việc đàn áp các cuộc biểu tình của Phong trào Sinh viên Lào vì Dân chủ năm 1999 ở Viêng Chăn, và chống lại các nhóm nổi dậy dân tộc Hmong và các nhóm khác của người Lào và người Hmong chống lại một- đảng Chủ nghĩa Mác-Lênin LPRP chính phủ và hỗ trợ nhận được từ Việt Nam.
Cùng với Đảng Nhân dân Cách mạng Lào và chính phủ, Quân đội Nhân dân Lào là trụ cột thứ ba của bộ máy nhà nước, và như vậy được kỳ vọng sẽ trấn áp tình trạng bất ổn chính trị và dân sự cũng như các trường hợp khẩn cấp quốc gia tương tự mà chính phủ ở Viêng Chăn phải đối mặt. Theo báo cáo, LPA cũng đã nâng cấp các kỹ năng để ứng phó với các đợt bùng phát dịch cúm gia cầm. Hiện tại, không có mối đe dọa lớn từ bên ngoài đối với nhà nước và LPA duy trì mối quan hệ rất chặt chẽ với Quân đội Việt Nam láng giềng năm 2008.
Theo một số nhà báo, các tổ chức phi chính phủ (NGO), các tổ chức nhân đạo và nhân quyền, Quân đội Nhân dân Lào đã nhiều lần vi phạm nghiêm trọng nhân quyền và tham nhũng ở Lào.
LPAF và tình báo quân sự của họ đóng một vai trò quan trọng trong việc bắt giữ, bỏ tù và tra tấn tù nhân nước ngoài tại Nhà tù Phonthong khét tiếng của Viêng Chăn và hệ thống gulag cộng sản của Lào nơi người Úc Kerry và Kay Danes đã ở bị cầm tù và nơi mà nhà hoạt động dân sự Sombath Somphone có thể bị cầm tù sau khi bị bắt vào tháng 12 năm 2012.
Vào năm 2013, các cuộc tấn công của Quân đội Nhân dân Lào chống lại người Hmong đã gia tăng, với việc binh lính giết chết bốn giáo viên người Hmong không có vũ khí bên cạnh việc tham gia vào các hành vi vi phạm nhân quyền khác theo Hội đồng Nhân quyền Lào, Trung tâm Phân tích Chính sách Công và những người khác.

## Trang bị

### Tăng - Thiết giáp
| Hình ảnh                  | Model               | Phân loại                    | Xuất xứ           | Số lượng | Ghi chú                                                                                    |         |
| Xe tăng                   | Xe tăng             | Xe tăng                      | Xe tăng           | Xe tăng  | Xe tăng                                                                                    | Xe tăng |
| ------------------------- | ------------------- | ---------------------------- | ----------------- | -------- | ------------------------------------------------------------------------------------------ | ------- |
|                           | T-72B1MS            | Xe tăng chủ lực              | Nga               | ~50      |                                                                                            |         |
|                           | T-55                | Xe tăng chủ lực              | Liên Xô · Hungary | 85       |                                                                                            |         |
|                           | PT-76               | Xe tăng hạng nhẹ             | Liên Xô           | 25       | 30 were in service in 1996. Currently 25 are in service.                                   |         |
| APC/IFV                   |                     |                              |                   |          |                                                                                            |         |
|                           | BTR-60PB            | Xe bọc thép chở quân         | Liên Xô           | 70       | Currently 70 are in service. BTR-60s have been seen in service as recently as January 2019 |         |
|                           | BTR-152             | Xe bọc thép chở quân         | Liên Xô           | Không rõ | [ 15 ]                                                                                     |         |
|                           | BTR-40              | Xe bọc thép chở quân         | Liên Xô           | 10       |                                                                                            |         |
|                           | BRDM-2M             | Xe thiết giáp                | Liên Xô · Nga     | 20       | Upgraded BRDM-2M supplied by Russia in late 2018. At least 10 in service.                  |         |
| Xe thiết giáp hạng nhẹ    |                     |                              |                   |          |                                                                                            |         |
|                           | Dima DMT5070XFB     | Xe thiết giáp                | Trung Quốc        | Không rõ |                                                                                            |         |
|                           | Chinese Tiger 4x4   | Xe thiết giáp                | Trung Quốc        | Không rõ |                                                                                            |         |
|                           | CS/VN3 4x4          | Xe thiết giáp                | Trung Quốc        | Không rõ |                                                                                            |         |
| Xe vận tải quân sự        |                     |                              |                   |          |                                                                                            |         |
|                           | KrAZ-6322           | Xe vận tải hạng nặng         | Ukraina           | Không rõ |                                                                                            |         |
|                           | Ural-4320           | Xe vận tải hạng trung        | Liên Xô           | Không rõ |                                                                                            |         |
|                           | GAZ-3308            | Xe vận tải hạng trung        | Nga               | Không rõ |                                                                                            |         |
|                           | FAW Jiefang 141     | Xe vận tải hạng trung        | Trung Quốc        | Không rõ |                                                                                            |         |
|                           | Ural-43206          | Xe vận tải hạng nhẹ          | Liên Xô           | Không rõ |                                                                                            |         |
|                           | GAZ-66              | Xe vận tải hạng trung        | Liên Xô           | Không rõ |                                                                                            |         |
|                           | BAIC 4x4 vehicles   | Xe đa chức năng hạng nhẹ     | Trung Quốc        | Không rõ |                                                                                            |         |
|                           | UAZ-469             | Xe đa chức năng hạng nhẹ     | Liên Xô           | Không rõ |                                                                                            |         |
|                           | BJ2022JC            | Xe đa chức năng hạng nhẹ     | Trung Quốc        | Không rõ |                                                                                            |         |
|                           | PTS                 | Tracked amphibious transport | Liên Xô           | Không rõ |                                                                                            |         |
|                           | Shaanxi SX2190      | Launched bridge              | Trung Quốc        | Không rõ |                                                                                            |         |
|                           | Shaanxi SX2190      | Floating bridge              | Trung Quốc        | Không rõ |                                                                                            |         |
| Xe công binh và xe hỗ trợ |                     |                              |                   |          |                                                                                            |         |
|                           | XCMG backhoe loader | Engineering vehicle          | Trung Quốc        | Không rõ |                                                                                            |         |
|                           | XCMG excavator      | Engineering vehicle          | Trung Quốc        | Không rõ |                                                                                            |         |
|                           | XCMG wheel loader   | Engineering vehicle          | Trung Quốc        | Không rõ |                                                                                            |         |
|                           | XCMG XJY240WQ       | Engineering vehicle          | Trung Quốc        | Không rõ |                                                                                            |         |
|                           | XCMG XJY240Z        | Engineering vehicle          | Trung Quốc        | Không rõ |                                                                                            |         |

### Pháo
| Hình ảnh | Model                               | Phân loại                      | Xuất xứ    | Số lượng | Ghi chú |
| -------- | ----------------------------------- | ------------------------------ | ---------- | -------- | ------- |
|          | Dongfeng CS/SS4                     | Self propelled mortar system   | Trung Quốc | 14       |         |
|          | SR-5                                | Multiple rocket launcher       | Trung Quốc | 12       |         |
|          | BM-21 Grad                          | 122mm multiple rocket launcher | Liên Xô    | 32       |         |
|          | BM-14                               | Multiple rocket launcher       | Liên Xô    | 20       |         |
|          | 2S3 Akatsiya                        | 152mm self-propelled howitzer  | Liên Xô    | Unknown  |         |
|          | 122-HL-70                           | 122mm self-propelled howitzer  | Lào        | 18       |         |
|          | PCL-09                              | 122mm self-propelled howitzer  | Trung Quốc | 12       |         |
|          | M-30 122 mm howitzer                | Towed howitzers and guns       | Liên Xô    | 15       |         |
|          | 122 mm howitzer 2A18 (D-30)         | Towed howitzers and guns       | Liên Xô    | 20       |         |
|          | 130 mm towed field gun M1954 (M-46) | Towed howitzers and guns       | Liên Xô    |          |         |
|          | M114 155 mm howitzer                | Towed howitzers and guns       | Mỹ         | 12       |         |
|          | M101 howitzer                       | 105mm (towed): M-101           | Mỹ         | 20       |         |
|          | M116 howitzer                       | 75mm (towed): M-116 pack       | Mỹ         | 10       |         |

### Phòng không
| Hình ảnh | Model                                        | Phân loại                        | Xuất xứ    | Số lượng | Ghi chú                                             |
| -------- | -------------------------------------------- | -------------------------------- | ---------- | -------- | --------------------------------------------------- |
|          | S-125 Neva/Pechora                           | Short-range SAM system           | Liên Xô    | Không rõ |                                                     |
|          | 9K35 Strela-10                               | Vehicle-mounted SAM system       | Liên Xô    | Không rõ |                                                     |
|          | Yitian anti air system                       | Surface-to-air missile           | Trung Quốc | Không rõ |                                                     |
|          | ZSU-23-4 Shilka                              | Self-propelled anti-aircraft gun | Liên Xô    | Không rõ |                                                     |
|          | Strela-2                                     | Surface-to-air missile           | Liên Xô    | Không rõ | Received 100 launchers from Soviet Union in the 80s |
|          | 37 mm automatic air defence gun M1939 (61-K) | Air defence gun                  | Liên Xô    | Không rõ |                                                     |
|          | 57 mm AZP S-60                               | Automatic anti-aircraft gun      | Liên Xô    | Không rõ |                                                     |
|          | ZPU                                          | Auto anti-aircraft gun           | Liên Xô    | Không rõ |                                                     |
|          | ZU-23-2                                      | Anti-aircraft gun                | Liên Xô    | Unknown  |                                                     |

### Không quân
| Hình ảnh         | Model            | Phân loại           | Xuất xứ    | Số lượng  | Ghi chú                        |
| Transport        | Transport        | Transport           | Transport  | Transport | Transport                      |
| ---------------- | ---------------- | ------------------- | ---------- | --------- | ------------------------------ |
|                  | Xian MA600       | Transport           | Trung Quốc | 1         |                                |
|                  | Antonov An-26    | Transport           | Liên Xô    | 1         |                                |
| Helicopters      |                  |                     |            |           |                                |
|                  | Mi-17/172        | Transport / Utility | Liên Xô    | 17        |                                |
|                  | Harbin Z-9       | Utility             | Trung Quốc | 4         |                                |
|                  | Ka-32            | Utility             | Liên Xô    | 2         |                                |
| Trainer aircraft |                  |                     |            |           |                                |
|                  | Yakovlev Yak-130 | Advanced trainer    | Nga        | 3         | 6 on order. 1 crashed in 2024. |
|                  | Hongdu K-8       | Jet trainer         | Trung Quốc | 4         |                                |

### Súng cối
- 81mm [24]
- 82mm [24]
- Súng cối M1938[24]
- Súng cối 160mm M1943[24]
- Súng cối 4,2 inch M2

### Súng bộ binh
- Makarov PM súng ngắn bán tự động
- Galil ACE Súng Trường Tự Động Do Việt Nam Viện Trợ
- AK-47 súng trường tấn công
- AK-74 súng trường tấn công
- AMD-65 súng trường tấn công
- SKS súng trường nạp đạn tự động
- Type 56 súng trường tấn công
- MAT-49 súng tiểu liên
- Mosin Nagant súng trường chiến đấu
- RPG-2 Súng phóng lựu
- RPG-7 Súng phóng lựu
- Type 69 RPG Súng phóng lựu
- M3 súng tiểu liên
- M1 Garand/ Carbine Súng trường nạp đạn tự động
- M16 Súng trường tấn công
- Súng trường M14 súng trường nạp đạn tự động
- SVD Dragunov súng trường bán tự động
- M60 súng máy
- RPD súng máy hạng nhẹ
- PKMS súng máy
- DShK súng máy hạng nặng
- SG-43 Goryunov Súng máy hạng trung

## Quân hàm
Xem tại đây: "Quân hàm Quân đội Nhân dân Lào"